# 張修敏
張修敏（1883年—？年），江蘇省上元縣人，日本千葉醫藥專門学校藥科畢業。曾編譯有《普通礦物學》。

## 生平
宣統二年(1910年)九月二日，內閣奉上諭：張修敏著賞給醫科進士。
宣統三年(1911年)，改為翰林院庶吉士。
民國三年（1914年）3月24日，授陸軍二等司藥正。
民國九年（1920年）9月，陸軍軍醫學校教官，給五等文虎章。
民國十二年（1923年）11月18日，授陸軍一等司藥正。
執業藥師
浙江省立醫藥専門學校（現浙江大學醫學部）教員。